# Heal the Pain
Heal the Pain is een nummer van de Britse zanger George Michael. Het nummer werd in 1991 uitgebracht als derde single van zijn album Listen Without Prejudice volume 1.
Heal the Pain is een liefdesliedje met als basis een akoestische gitaar. Het nummer had beduidend minder succes dan zijn voorgangers, in de Nederlandse Top 40 behaalde het nummer voor het eerst sinds Kissing a Fool de top 10 niet. In het Verenigd Koninkrijk werd de top 30 net niet gehaald. Op de B-kant van de single stond Soul Free, een ander nummer van Listen Without Prejudice. In de Verenigde Staten stond Soul Free op de A-kant met Heal the Pain als B-kant. Deze single behaalde echter geen hitnotering.
In november 2005 heeft Michael een versie van Heal the Pain als duet met Paul McCartney opgenomen. Deze versie werd in 2006 op het verzamelalbum Twenty Five uitgebracht en in 2008 als single in de Verenigde Staten.

## Hitnotering
| Heal the Pain in de Nederlandse Top 40 - binnen: 2 maart 1991 | Heal the Pain in de Nederlandse Top 40 - binnen: 2 maart 1991 | Heal the Pain in de Nederlandse Top 40 - binnen: 2 maart 1991 | Heal the Pain in de Nederlandse Top 40 - binnen: 2 maart 1991 | Heal the Pain in de Nederlandse Top 40 - binnen: 2 maart 1991 | Heal the Pain in de Nederlandse Top 40 - binnen: 2 maart 1991 | Heal the Pain in de Nederlandse Top 40 - binnen: 2 maart 1991 |
| Week                                                          | 1                                                             | 2                                                             | 3                                                             | 4                                                             | 5                                                             | 6                                                             |
| ------------------------------------------------------------- | ------------------------------------------------------------- | ------------------------------------------------------------- | ------------------------------------------------------------- | ------------------------------------------------------------- | ------------------------------------------------------------- | ------------------------------------------------------------- |
| Nummer                                                        | 24                                                            | 20                                                            | 16                                                            | 18                                                            | 30                                                            | uit                                                           |